# Coelioxys longispina
Coelioxys longispina är en biart som beskrevs av Pasteels 1968. Coelioxys longispina ingår i släktet kägelbin, och familjen buksamlarbin. Inga underarter finns listade i Catalogue of Life.